# Carlos Steeb
Carlos Steeb (18 de dezembro de 1773 - 15 de dezembro de 1856) foi um sacerdote alemão da Igreja Católica Romana e fundador das Irmãs da Misericórdia de Verona. Steeb era originalmente um luterano, mas se converteu ao catolicismo romano enquanto estudava na Itália. 
O Papa Paulo VI beatificou-lhe, em 1975, após o reconhecimento de um milagre atribuído à sua intercessão. A causa ainda continua pendente de reconhecimento do outro milagre .

## Vida

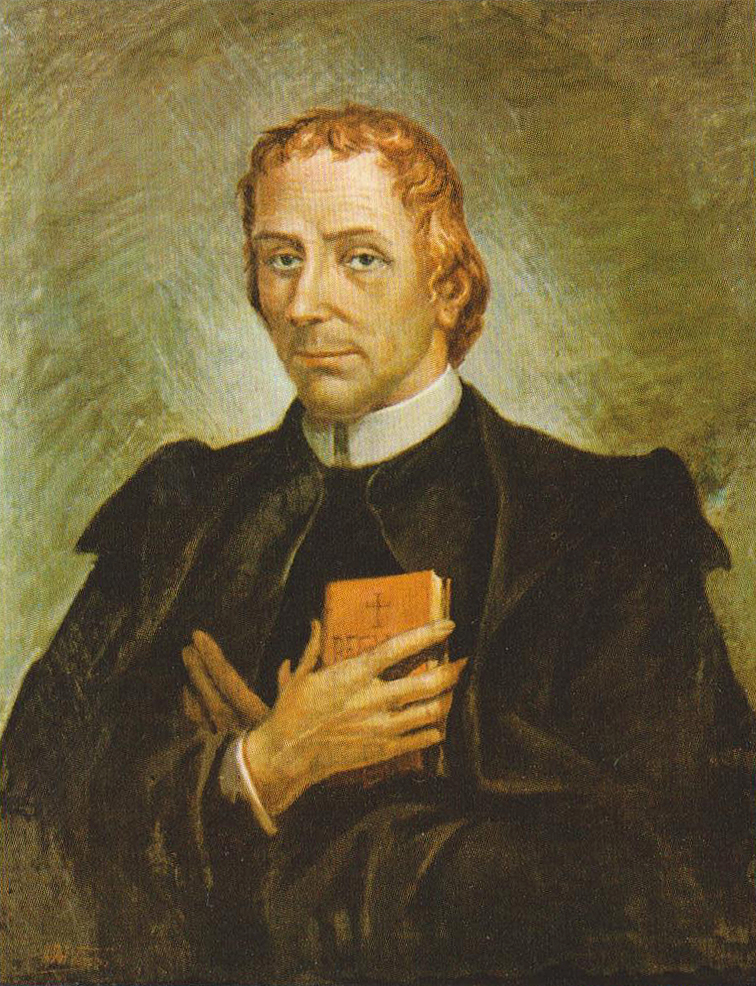
Carlos Steeb c. 1820

Carlos Steeb nasceu em 18 de dezembro de 1773, como luterano na cidade alemã de Tubinga. Ele viajou para a França e estudou em Paris, como um adolescente, mas fugiu durante a Revolução francesa. Ele estudou em Verona, mas o contato com os sacerdotes levaram a sua conversão ao Catolicismo Romano. Seus pais repudiaram a ele quando este foi descoberto.
Steeb mais tarde foi ordenado para o sacerdócio e ministrar aos enfermos. Ele estudou direito canônico e direito civil em Pavia, e mais tarde passou para o ensino de línguas. Ele foi o fundador das Irmãs da Misericórdia de Verona.
Ele morreu em 15 de dezembro de 1856 em Verona, na Itália aos 82 anos de idade.

## Santidade
A causa da sua santidade começou em 6 de julho de 1963, apesar do fato de que a causa conduzido preliminar do trabalho a partir de 1949 a 1952. O Papa Paulo VI reconheceu a sua vida de virtudes heróicas e o nomeou para ser Venerado no dia 19 de novembro de 1970, e, mais tarde, ele foi beatificado em 6 de julho de 1975.